# Copa Mundial Junior de Hockey Masculino de 2001
La Copa Mundial Junior de Hockey Masculino de 2001 fue la séptima edición del torneo. Se realizó entre el 9 y el 20 de octubre de 2001 en Hobart, Australia.
Fue la primera oportunidad en que la Copa del Mundo de la categoría se disputó en Oceanía.
India se impuso por 6-1 ante Argentina en la final y se quedó con el certamen por primera vez.

## Primera fase

### Grupo A
| Equipo     | J | G | E | P | GF | GC | Pts |
| ---------- | - | - | - | - | -- | -- | --- |
| Inglaterra | 3 | 2 | 1 | 0 | 6  | 2  | 7   |
| Australia  | 3 | 1 | 2 | 0 | 8  | 2  | 5   |
| Irlanda    | 3 | 1 | 1 | 1 | 5  | 3  | 4   |
| Chile      | 3 | 0 | 0 | 3 | 4  | 16 | 0   |

| 9 de octubre de 2001 | Inglaterra | 5:2 | Chile |  |  |

| 9 de octubre de 2001 | Australia | 1:1 | Irlanda |  |  |

| 10 de octubre de 2001 | Australia | 7:1 | Chile |  |  |

| 10 de octubre de 2001 | Inglaterra | 1:0 | Irlanda |  |  |

| 12 de octubre de 2001 | Irlanda | 4:1 | Chile |  |  |

| 12 de octubre de 2001 | Inglaterra | 0:0 | Australia |  |  |

### Grupo B
| Equipo        | J | G | E | P | GF | GC | Pts |
| ------------- | - | - | - | - | -- | -- | --- |
| Países Bajos  | 3 | 2 | 1 | 0 | 7  | 2  | 7   |
| Corea del Sur | 3 | 1 | 2 | 0 | 7  | 6  | 5   |
| Sudáfrica     | 3 | 1 | 0 | 2 | 6  | 9  | 3   |
| Francia       | 3 | 0 | 1 | 2 | 3  | 6  | 1   |

| 10 de octubre de 2001 | Países Bajos | 2:2 | Corea del Sur |  |  |

| 10 de octubre de 2001 | Sudáfrica | 3:2 | Francia |  |  |

| 11 de octubre de 2001 | Corea del Sur | 1:1 | Francia |  |  |

| 11 de octubre de 2001 | Países Bajos | 3:0 | Sudáfrica |  |  |

| 13 de octubre de 2001 | Corea del Sur | 4:3 | Sudáfrica |  |  |

| 13 de octubre de 2001 | Países Bajos | 2:0 | Francia |  |  |

### Grupo C
| Equipo  | J | G | E | P | GF | GC | Pts |
| ------- | - | - | - | - | -- | -- | --- |
| India   | 3 | 3 | 0 | 0 | 15 | 1  | 9   |
| España  | 3 | 2 | 0 | 1 | 14 | 4  | 6   |
| Escocia | 3 | 1 | 0 | 2 | 4  | 16 | 3   |
| Canadá  | 3 | 0 | 0 | 3 | 2  | 14 | 0   |

| 9 de octubre de 2001 | España | 8:0 | Escocia |  |  |

| 9 de octubre de 2001 | India | 5:0 | Canadá |  |  |

| 11 de octubre de 2001 | España | 6:1 | Canadá |  |  |

| 11 de octubre de 2001 | India | 7:1 | Escocia |  |  |

| 12 de octubre de 2001 | Escocia | 3:1 | Canadá |  |  |

| 12 de octubre de 2001 | India | 3:0 | España |  |  |

### Grupo D
| Equipo        | J | G | E | P | GF | GC | Pts |
| ------------- | - | - | - | - | -- | -- | --- |
| Alemania      | 3 | 3 | 0 | 0 | 6  | 3  | 9   |
| Argentina     | 3 | 2 | 0 | 1 | 9  | 2  | 6   |
| Nueva Zelanda | 3 | 1 | 0 | 2 | 4  | 7  | 3   |
| Malasia       | 3 | 0 | 0 | 3 | 3  | 10 | 0   |

| 10 de octubre de 2001 | Alemania | 2:1 | Argentina |  |  |

| 10 de octubre de 2001 | Nueva Zelanda | 3:2 | Malasia |  |  |

| 11 de octubre de 2001 | Alemania | 2:1 | Nueva Zelanda |  |  |

| 11 de octubre de 2001 | Argentina | 5:0 | Malasia |  |  |

| 13 de octubre de 2001 | Alemania | 2:1 | Malasia |  |  |

| 13 de octubre de 2001 | Argentina | 3:0 | Nueva Zelanda |  |  |

## Segunda fase

### Grupo E
| Equipo        | J | G | E | P | GF | GC | Pts |
| ------------- | - | - | - | - | -- | -- | --- |
| Alemania      | 3 | 3 | 0 | 0 | 12 | 6  | 9   |
| Inglaterra    | 3 | 1 | 1 | 1 | 9  | 7  | 4   |
| Corea del Sur | 3 | 1 | 0 | 2 | 10 | 15 | 3   |
| España        | 3 | 0 | 1 | 2 | 6  | 9  | 1   |

| 14 de octubre de 2001 | Inglaterra | 5:2 | Corea del Sur |  |  |

| 14 de octubre de 2001 | Alemania | 2:1 | España |  |  |

| 15 de octubre de 2001 | Inglaterra | 2:2 | España |  |  |

| 16 de octubre de 2001 | Alemania | 7:3 | Corea del Sur |  |  |

| 17 de octubre de 2001 | Corea del Sur | 5:3 | España |  |  |

| 17 de octubre de 2001 | Alemania | 3:2 | Inglaterra |  |  |

### Grupo F
| Equipo       | J | G | E | P | GF | GC | Pts |
| ------------ | - | - | - | - | -- | -- | --- |
| Argentina    | 3 | 2 | 1 | 0 | 7  | 5  | 7   |
| India        | 3 | 1 | 1 | 1 | 7  | 7  | 4   |
| Países Bajos | 3 | 1 | 0 | 2 | 9  | 9  | 3   |
| Australia    | 3 | 1 | 0 | 2 | 5  | 7  | 3   |

| 14 de octubre de 2001 | Argentina | 2:2 | India |  |  |

| 14 de octubre de 2001 | Países Bajos | 4:2 | Australia |  |  |

| 15 de octubre de 2001 | Australia | 2:1 | India |  |  |

| 16 de octubre de 2001 | Argentina | 3:2 | Países Bajos |  |  |

| 17 de octubre de 2001 | Argentina | 2:1 | Australia |  |  |

| 17 de octubre de 2001 | India | 4:3 | Países Bajos |  |  |

### Grupo G
| Equipo        | J | G | E | P | GF | GC | Pts |
| ------------- | - | - | - | - | -- | -- | --- |
| Francia       | 3 | 2 | 0 | 1 | 7  | 4  | 6   |
| Nueva Zelanda | 3 | 2 | 0 | 1 | 8  | 6  | 6   |
| Irlanda       | 3 | 1 | 0 | 2 | 3  | 5  | 3   |
| Canadá        | 3 | 1 | 0 | 2 | 3  | 6  | 3   |

| 14 de octubre de 2001 | Francia | 1:0 | Irlanda |  |  |

| 14 de octubre de 2001 | Canadá | 2:1 | Nueva Zelanda |  |  |

| 15 de octubre de 2001 | Irlanda | 2:1 | Canadá |  |  |

| 16 de octubre de 2001 | Nueva Zelanda | 4:3 | Francia |  |  |

| 17 de octubre de 2001 | Francia | 3:0 | Canadá |  |  |

| 17 de octubre de 2001 | Nueva Zelanda | 3:1 | Irlanda |  |  |

### Grupo H
| Equipo    | J | G | E | P | GF | GC | Pts |
| --------- | - | - | - | - | -- | -- | --- |
| Malasia   | 3 | 1 | 2 | 0 | 5  | 3  | 5   |
| Sudáfrica | 3 | 1 | 2 | 0 | 7  | 6  | 5   |
| Escocia   | 3 | 1 | 2 | 0 | 7  | 6  | 5   |
| Chile     | 3 | 0 | 0 | 3 | 5  | 9  | 0   |

| 14 de octubre de 2001 | Sudáfrica | 3:2 | Chile |  |  |

| 14 de octubre de 2001 | Malasia | 1:1 | Escocia |  |  |

| 15 de octubre de 2001 | Escocia | 3:2 | Chile |  |  |

| 16 de octubre de 2001 | Malasia | 1:1 | Sudáfrica |  |  |

| 17 de octubre de 2001 | Sudáfrica | 3:3 (3:2 pen.) | Escocia |  |  |

| 17 de octubre de 2001 | Malasia | 3:1 | Chile |  |  |

## Fase final

### Del 13 al 16
| 19 de octubre de 2001 | Irlanda | 3:2 | Chile |  |  |

| 19 de octubre de 2001 | Escocia | 3:0 | Canadá |  |  |

#### Decimoquinto puesto
| 20 de octubre de 2001 | Chile | 2:1 | Canadá |  |  |

#### Decimotercer puesto
| 20 de octubre de 2001 | Escocia | 3:2 | Irlanda |  |  |

### Del 9 al 12
| 19 de octubre de 2001 | Francia | 2:1 (1:1 t.s.) | Sudáfrica |  |  |

| 19 de octubre de 2001 | Nueva Zelanda | 3:2 | Malasia |  |  |

#### Decimoprimer puesto
| 20 de octubre de 2001 | Sudáfrica | 3:3 (7:5 pen.) | Malasia |  |  |

#### Noveno puesto
| 20 de octubre de 2001 | Nueva Zelanda | 2:0 | Francia |  |  |

### Del 5 al 8
| 20 de octubre de 2001 | Australia | 4:1 | Corea del Sur |  |  |

| 20 de octubre de 2001 | España | 3:2 | Países Bajos |  |  |

#### Séptimo puesto
| 21 de octubre de 2001 | Corea del Sur | 3:2 | Países Bajos |  |  |

#### Quinto puesto
| 21 de octubre de 2001 | España | 2:0 | Australia |  |  |

### Semifinales
| 19 de octubre de 2001 | India | 3:2 | Alemania |  |  |

| 19 de octubre de 2001 | Argentina | 3:1 | Inglaterra |  |  |

#### Tercer puesto
| 21 de octubre de 2001 | Alemania | 5:1 | Inglaterra |  |  |

#### Final
| 21 de octubre de 2001 | India | 6:1 | Argentina |  |  |

| Bandera de la India |
| Campeón India       |
| Primer título       |

## Posiciones finales
| Posición | Equipo        |
| -------- | ------------- |
| 1        | India         |
| 2        | Argentina     |
| 3        | Alemania      |
| 4        | Inglaterra    |
| 5        | España        |
| 6        | Australia     |
| 7        | Corea del Sur |
| 8        | Países Bajos  |
| 9        | Nueva Zelanda |
| 10       | Francia       |
| 11       | Sudáfrica     |
| 12       | Malasia       |
| 13       | Escocia       |
| 14       | Irlanda       |
| 15       | Chile         |
| 16       | Canadá        |